# ايندبندنس (فيرجينيا)
ايندبندنس (بالإنجليزية: Independence, Virginia)‏ هي بلدة أمريكية تقع في الولايات المتحدة في مقاطعة غرايسون (فيرجينيا). يقدر عدد سكانها بـ 947 نسمة ومساحتها 6.1 كم2 وترتفع عن سطح البحر 817 متر.

## التركيبة السكانية
حدّد مكتب تعداد الولايات المتحدة بيانات التركيبة السكانية لايندبندنس في تعداد الولايات المتحدة. في ما يلي، التركيبة السكانية حسب تعدادي 2000 و2010.

### تعداد عام 2000
بلغ عدد سكان ايندبندنس 971 نسمة بحسب تعداد عام 2000، وبلغ عدد الأسر 426 أسرة وعدد العائلات 226 عائلة مقيمة في البلدة. في حين سجلت الكثافة السكانية 159.7 نسمة لكل كيلومتر مربع (413.6/ميل2). وبلغ عدد الوحدات السكنية 497 وحدة بمتوسط كثافة قدره 81.7 لكل كيلومتر مربع (211.6/ميل2).
وتوزع التركيب العرقي للبلدة بنسبة 90.73% من البيض و6.80% من الأمريكيين الأفارقة و1.24% من الأعراق الأخرى و1.24% من عرقين مختلطين أو أكثر و2.68% من الهسبانيون أو اللاتينيون من أي عرق.
بلغ عدد الأسر 426 أسرة كانت نسبة 20.2% منها لديها أطفال تحت سن الثامنة عشر تعيش معهم، وبلغت نسبة الأزواج القاطنين مع بعضهم البعض 39.9% من أصل المجموع الكلي للأسر، ونسبة 8.2% من الأسر كان لديها معيلات من الإناث دون وجود شريك،  بينما كانت نسبة 4.9% من الأسر لديها معيلون من الذكور دون وجود شريكة وكانت نسبة 46.9% من غير العائلات. تألفت نسبة 44.6% من أصل جميع الأسر من عدة أفراد يعيشون في نفس المنزل ونسبة 27.5% كانت تتألف من شخص يعيش بمفرده يبلغ من العمر 65 عاماً أو أكثر. وبلغ متوسط حجم الأسرة المعيشية 1.98، أما متوسط حجم العائلات فبلغ 2.73.
بلغ العمر الوسطي للسكان 51.3 عاماً. وكانت نسبة 14.4% من القاطنين تحت سن الثامنة عشر، وكانت نسبة 7% بين الثامنة عشر والرابعة والعشرين عاماً، ونسبة 20.4% كانت واقعةً في الفئة العمرية ما بين الخامسة والعشرين والرابعة والأربعين عاماً، ونسبة 20.8% كانت ما بين الخامسة والأربعين والرابعة والستين، ونسبة 24.3% كانت ضمن فئة الخامسة والستين عاماً فما فوق. يوجد لكل 100 أنثى 82.7 ذكر، ويوجد لكل 100 أنثى في الثامنة عشر من عمرها فما فوق 83.8 ذكر.
بلغ متوسط دخل الأسرة في البلدة 18,264 دولارًا، أما متوسط دخل العائلة فبلغ 30,441 دولارًا. وكان متوسط دخل الذكور 21,058 دولارًا مقابل 16,705 دولارًا للإناث. وسجل دخل الفرد الخاص بالبلدة 16,137 دولارًا. وكانت نسبة 10.5% من العائلات ونسبة 19.5% من السكان تحت خط الفقر، وكان من هؤلاء نسبة 30.6% تحت سن الثامنة عشر ونسبة 16.2% في الخامسة والستين من العمر وما فوق.

### تعداد عام 2010
بلغ عدد سكان ايندبندنس 947 نسمة بحسب تعداد عام 2010، وبلغ عدد الأسر 442 أسرة وعدد العائلات 208 عائلة مقيمة في البلدة. في حين سجلت الكثافة السكانية 155.8 نسمة لكل كيلومتر مربع (403.5/ميل2). وبلغ عدد الوحدات السكنية 534 وحدة بمتوسط كثافة قدره 87.8 لكل كيلومتر مربع (227.4/ميل2).
وتوزع التركيب العرقي للبلدة بنسبة 87.12% من البيض و8.13% من الأمريكيين الأفارقة و0.53% من الأمريكيين الأصليين و2.11% من الأعراق الأخرى و2.11% من عرقين مختلطين أو أكثر و4.75% من الهسبانيون أو اللاتينيون من أي عرق.
بلغ عدد الأسر 442 أسرة كانت نسبة 18.8% منها لديها أطفال تحت سن الثامنة عشر تعيش معهم، وبلغت نسبة الأزواج القاطنين مع بعضهم البعض 29% من أصل المجموع الكلي للأسر، ونسبة 14.7% من الأسر كان لديها معيلات من الإناث دون وجود شريك،  بينما كانت نسبة 3.4% من الأسر لديها معيلون من الذكور دون وجود شريكة وكانت نسبة 52.9% من غير العائلات. تألفت نسبة 48.4% من أصل جميع الأسر من عدة أفراد يعيشون في نفس المنزل ونسبة 23.5% كانت تتألف من شخص يعيش بمفرده يبلغ من العمر 65 عاماً أو أكثر. وبلغ متوسط حجم الأسرة المعيشية 1.88، أما متوسط حجم العائلات فبلغ 2.66.
بلغ العمر الوسطي للسكان 50.9 عاماً. وكانت نسبة 16.2% من القاطنين تحت سن الثامنة عشر، وكانت نسبة 7.2% بين الثامنة عشر والرابعة والعشرين عاماً، ونسبة 20.1% كانت واقعةً في الفئة العمرية ما بين الخامسة والعشرين والرابعة والأربعين عاماً، ونسبة 24% كانت ما بين الخامسة والأربعين والرابعة والستين، ونسبة 32.6% كانت ضمن فئة الخامسة والستين عاماً فما فوق. وتوزع التركيب الجنسي للسكان بنسبة 45% ذكور و55% إناث.

## أعلام
- ويد وارد
- الكسندر ديفيس